# (33258) Femariebustos
(33258) Femariebustos est un astéroïde de la ceinture principale.

## Description
(33258) Femariebustos est un astéroïde de la ceinture principale. Il fut découvert le 20 avril 1998 à Socorro (Nouveau-Mexique) par le projet LINEAR. Il présente une orbite caractérisée par un demi-grand axe de 2,87 UA, une excentricité de 0,17 et une inclinaison de 2,2° par rapport à l'écliptique.